# هنري هيكس
هنري هيكس (بالإنجليزية: Henry Hicks)‏ هو محامي وسياسي كندي، ولد في 5 مارس 1915 في كندا، وتوفي في 9 ديسمبر 1990. حزبياً، نشط في الحزب الليبرالي في نوفا سكوشا ‏ والحزب الليبرالي الكندي. وقد انتخب عضو مجلس الشيوخ الكندي (27 أبريل 1972 – 5 مارس 1990) وانتخب عضو مجلس نواب نوفا سكوتيا (23 أكتوبر 1945 – 7 يونيو 1960) وانتخب رئيس وزراء نوفا سكوتيا ‏ (30 سبتمبر 1954 – 20 نوفمبر 1956).